# Bicicleta elèctrica

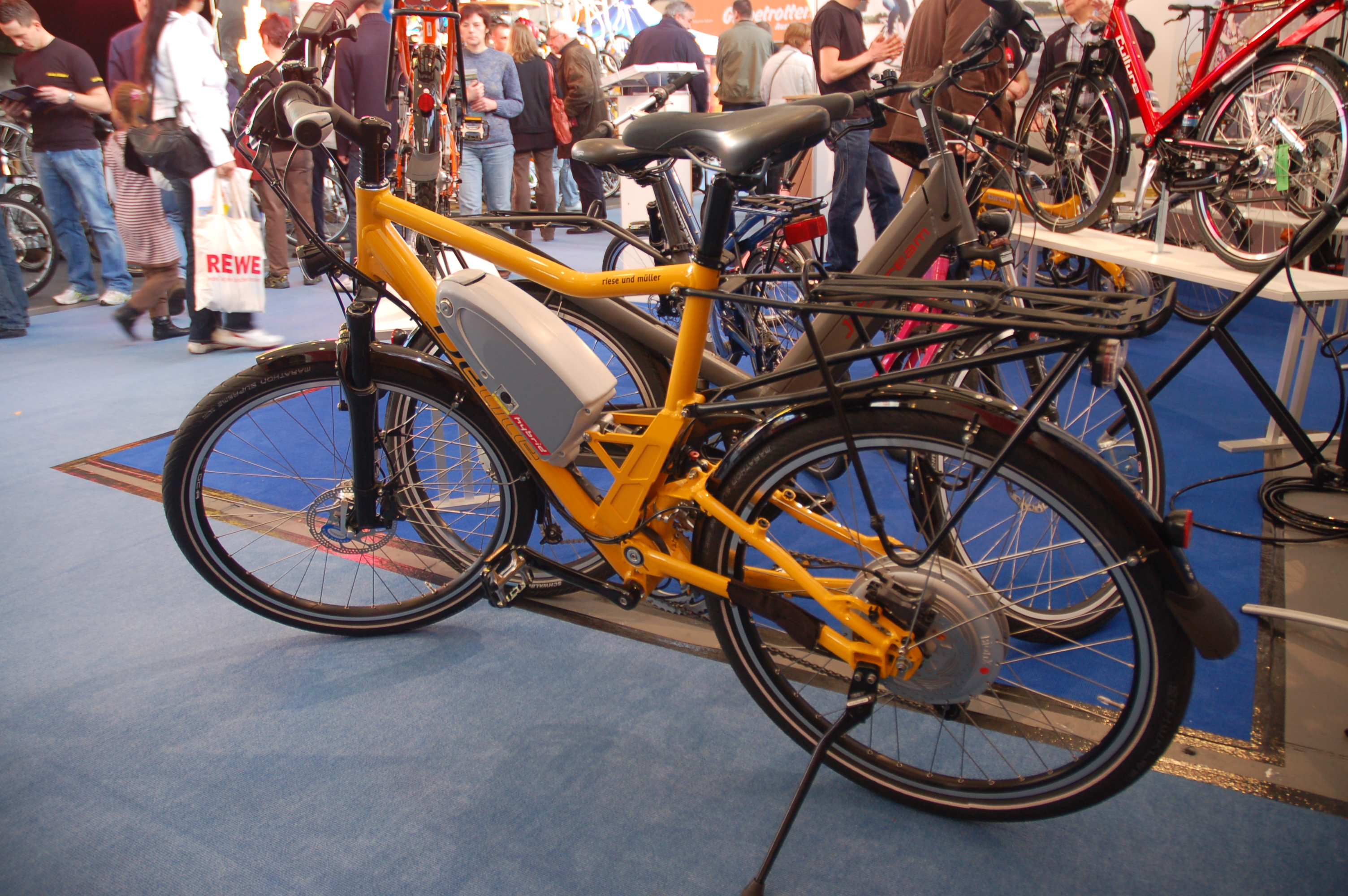
Model en venda a Berlín (novembre 2009).

Una  bicicleta elèctrica  o  pedelec  és un tipus de vehicle elèctric. És compost per una bicicleta a la qual se li ha acoblat un motor elèctric per ajudar-la en el seu avanç. L'energia és subministrada per una bateria que es recarrega a la xarxa elèctrica. La seva autonomia sol oscil·lar entre els 25 i els 50 km.
A la Unió Europea, legalment tenen la consideració de bicicletes a efectes de circulació, sempre que:
- Només proporcionin assistència mentre es pedaleja (no poden tenir accelerador).
- El motor es desconnecti a partir de 25 km/h.
- La seva potència no sigui superior a 250 W.

La resta de les bicicletes elèctriques són considerades en la categoria de ciclomotor elèctric, i requereixen llicència de conducció i assegurança específica d'accidents.
És bastant comú que les bicicletes elèctriques siguin també plegables, ja que com aquestes el seu ús és majoritàriament urbà. Són els vehicles elèctrics més assequibles.

## Manteniment i funcionament de les bicicletes elèctriques

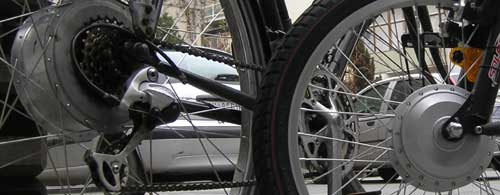
Motor sobre l'eix.

L'ús de la bicicleta elèctrica és senzill. Amb una clau s'acciona el motor, la potència oscil·la entre 180 i 250 watts, i només cal pedalar per mantenir-lo en funcionament. En cas contrari es detindrà. L'usuari és qui decideix la manera com porta la bicicleta, perquè pot fer un passeig tranquil mentre el motor el porta fins als 25 km/h avançar més ràpid si decideix pedalejar amb més cadència. L'ajuda que ofereix el motor al ciclista rep el nom de pedaleig assistit. Aquests vehicles, que poden tenir l'aspecte d'una bici de passeig o de muntanya, tenen un sistema de canvis de desenvolupament, mitjançant el qual es pot seleccionar una distància que es recorrerà a cada pedalada, de forma idèntica al de les bicicletes tradicionals.